# Asterión (gigante)

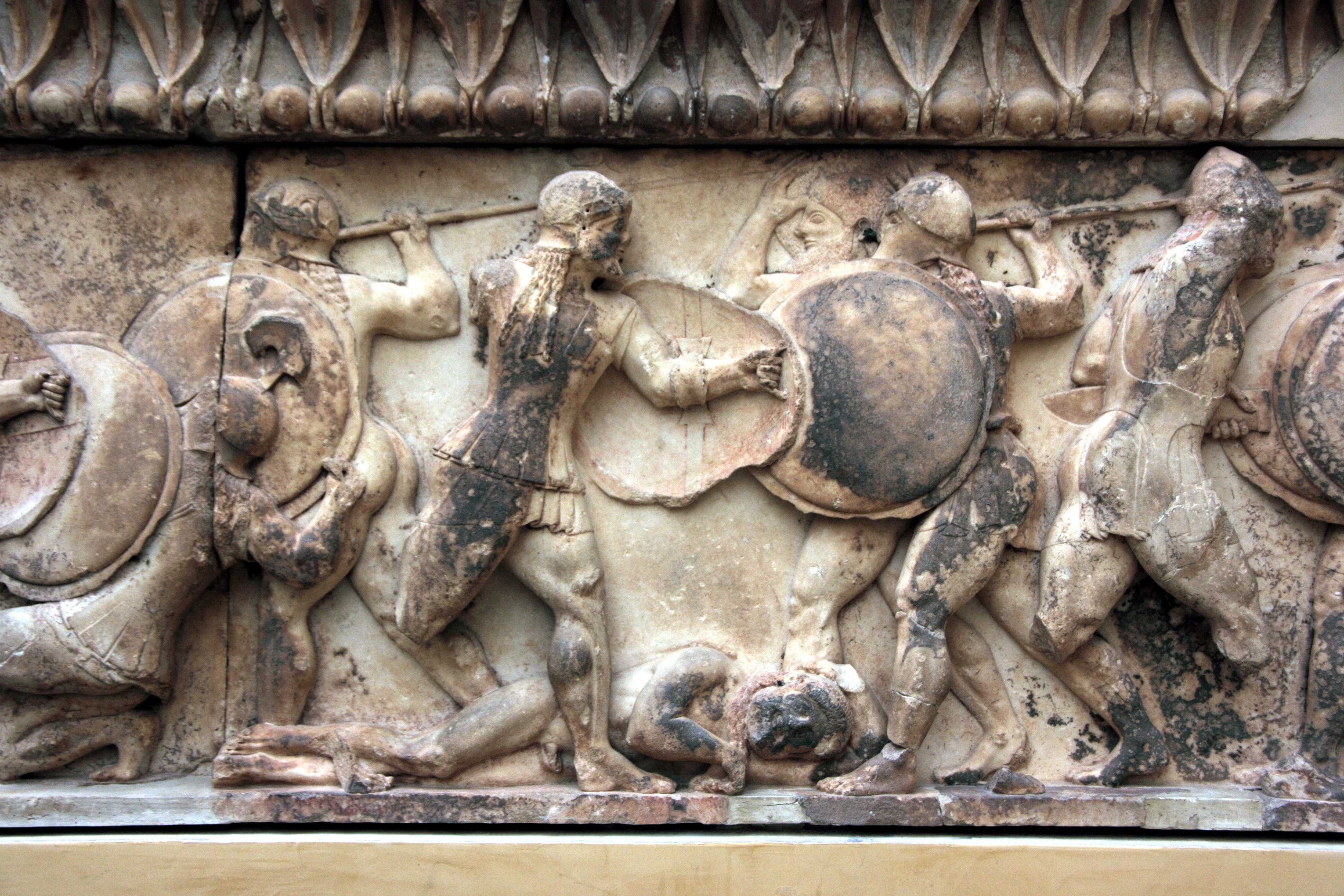
Asterio yace muerto (a los pies de Ares) en el friso norte del Tesoro de Sifanio,, Museo Arqueológico de Delfos, Grecia.

En la mitología griega, Asterión (del griego Άστέριος, «estrellado» o «relativo a la esfera de las estrellas fijas») o Asterio era un gigante rey de Anactoria, hijo y sucesor de Anax, pero el cretense Mileto, hijo de Apolo, le derrotó y conquistó el país cambiándole el nombre por el suyo. Asterión medía diez codos de alto y fue enterrado en la pequeña isla de Lade. Asterio es mencionado solo dos veces, en los textos de Pausanias.